# 光輪洞合気道
光輪洞合気道（こうりんどうあいきどう）とは、平井稔（1903年 - 1998年）が創始した総合武術である。創流当初は日本傳柔術合気道と称し、一貫して「合気道」と称しているが、植芝盛平が創始した合気道とは別系統の武術であり、「大日本武徳会で制定された総合武術である武徳会合気道」を継承しているとする。技法内容も植芝系の合気道とは異なる点が多い。
平井は11歳から養父・平井阿闍梨に東軍流剣術を学び、15歳に奥村寅吉（直心影流、奥村二刀流）に入門し剣術を学んだ。他にも柔術は竹内流・起倒流、槍術は佐分利流を修行した。1938年(昭和13年)に岡山市に恒河洞道場を設立し、柔術を中心に指導していたが、翌1939年(昭和14年)に植芝盛平と出会い、誘われて上京し、植芝の道場である皇武館の総務となり、後に大日本武徳会の東京支部長も務めた。
その頃、武術が柔術、武器術などというように専門化していったことと、柔道、剣道などに代表されるように競技化が進んでいくことにより、体術・剣術などを同時に遣うことができる日本古来の総合武術の消滅を大日本武徳会では危惧し、武徳会の柔道部門と剣道部門が協力して新たな総合武術部門の編成に着手した。
1942年(昭和17年)、大日本武徳会は新たに制定する総合武術の名称を「合気道」と決定し（この頃、植芝盛平はまだ合気道と称していなかった）、合気道部門の幹事に平井稔を任命した。平井は、剣柔どちらにも通じる独自の体捌きを考案し、これをもとに体術、剣術、杖術からなる大日本武徳会合気道を制定した。また、平井は陸軍憲兵学校の教官も務め、『陸軍憲兵学校体術教範』を編纂した。
戦後は、大塚博紀（和道流空手道開祖）、堀口恒男（「ピストン堀口」の異名で知られる元プロボクサー）、工藤一三（のち講道館柔道9段）らと警察官逮捕術の制定に加わった。（ただし、警察官逮捕術は日本拳法が元になっている）
1945年(昭和20年)、静岡県に光輪洞道場を設立。1947年(昭和22年)には岡山市の恒河洞道場を光輪洞に改称し、1953年(昭和28年)、東京にも光輪洞を設立した。1954年(昭和29年)には、これらの3ヶ所の光輪洞道場を統合して日本光輪会を結成した。